# Esercito dell'elettorato di Hannover
L'esercito dell'elettorato di Hannover (in tedesco ufficialmente Kurhannoversche Armee), è stato l'esercito dell'elettorato di Hannover dalla seconda metà del XVII secolo sino al 1803. A partire dalla costituzione del regno di Hannover nel 1816 venne sostituito dall'esercito dell'Hannover.

## Storia

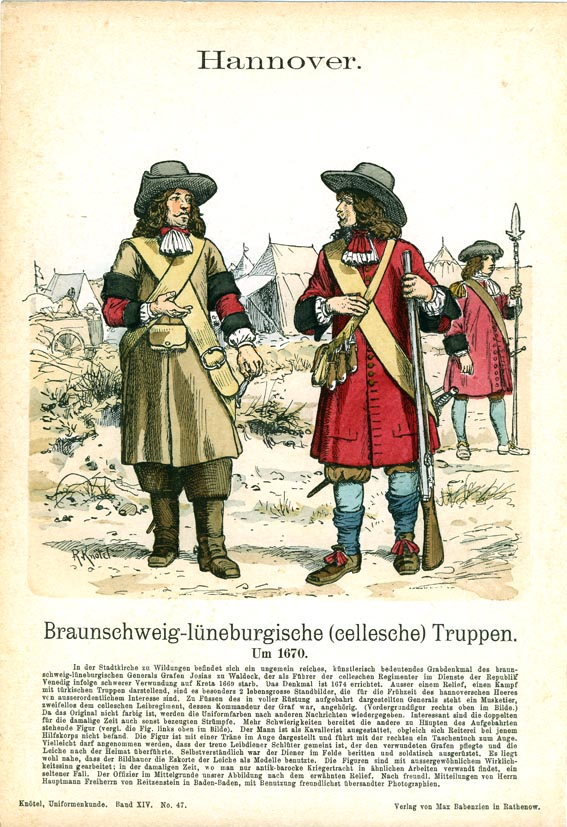
Truppe dell'Hannover nel 1670

Le origini dell'esercito dell'Hannover si ritrovano in un contingente stabile creato nel principato di Calenberg (predecessore dell'elettorato) nel 1617. Questo combatté nella guerra dei trent'anni. A partire dalla seconda metà del Seicento il servizio militare nell'Hannover venne regolamentato in maniera più decisa ed ampliato con l'ascesa al trono di Ernesto Augusto nel 1679. Alla sua ascesa l'esercito era di 3 500 uomini; nel 1684 la forza dell'esercito era divenuta pari a 14 450 uomini, ma era ben chiaro che un esercito così grande non poteva essere mantenuto coi fondi a disposizione del principato. L'elettore iniziò quindi prestare dietro pagamento le sue truppe ad altri stati come mercenari.
Dal 1685 al 1689, 5 500 soldati hannoveriani combatterono al fianco della Repubblica di Venezia in Grecia e contro l'esercito ottomano nella grande guerra turca. L'esercito venne utilizzato anche per questioni politiche: ad esempio l'elettore Ernesto Augusto concesse ulteriori truppe all'imperatore per la guerra contro gli ottomani in cambio del riconoscimento della sua dignità elettorale. Dei 15 120 uomini che contava l'esercito nel 1692, 5 000 combatterono in Ungheria e 7 500 nelle Fiandre, lasciando in patria un solo contingente di 2 620 soldati. Nel 1690 i soldati dell'Hannover si videro finalmente concedere delle uniformi standardizzate, come pure le armi vennero codificate per la prima volta, assieme alla paga e al vitto.
Per la pace di Rijswijk del 1697, la forza dell'esercito elettorale dell'Hannover dovette essere ridotta a 7 000 uomini. Nel 1705 l'esercito venne riportato a quasi 13 000 unità includendo anche i reggimenti del principato di Lüneburg-Celle. L'esercito giunse fino a 22 000 uomini e divenne così uno dei più grandi tra quelli degli stati del Sacro Romano Impero. Dopo la guerra di successione spagnola ed un breve dispiegamento nella Grande guerra del Nord con la partecipazione all'assedio di Wismar e l'invasione del Meclemburgo, tra il 1717 ed il 1718 seguì un lungo periodo di pace, durante il quale l'elettorato di Hannover fermò le proprie attività belliche, sostenuto questa volta dai sussidi provenienti dall'Inghilterra, regno dal quale ormai l'elettorato dipendeva dopo la successione al trono di Giorgio I.
Dall'inizio del Settecento, infatti, sempre più spesso le truppe elettorali dell'Hannover si trovarono a combattere al fianco di quelle britanniche. Nella Guerra dei Sette Anni (1756-1763) venne sottoscritta un'alleanza militare tra Hannover, Gran Bretagna, Brunswick-Wolfenbüttel, Assia-Kassel e Prussia. Nel periodo precedente la Guerra d'indipendenza americana e a partire dal 1775, le truppe elettorali dell'Hannover sostituirono quelle britanniche che si trovavano impegnate all'estero in una serie di scontri che si svolsero in Europa, distinguendosi in particolare a Minorca ed a Gibilterra. Le truppe di Hannover a Gibilterra difesero con successo le posizioni dagli attacchi degli spagnoli. Le truppe dell'Hannover presero anche parte alla guerra mossa dagli inglesi alle truppe francesi nelle colonie delle Indie orientali (1782–1792). Sempre al soldo degli inglesi, le truppe elettorali presero parte alla guerra della prima coalizione anti-francese (1792-1797) contro la Francia rivoluzionaria (1793-1795).

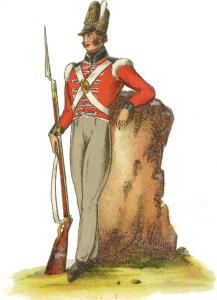
Fante di linea dell'esercito dell'Hannover in un disegno d'inizio Ottocento

L'anno 1803 segnò la fine ufficiale dell'esercito elettorale dell'Hannover: il 16 maggio, a poco più di 13 mesi dalla pace di Amiens, la Gran Bretagna dichiarò nuovamente guerra alla Francia. Il tentativo di Giorgio III di Gran Bretagna di mantenere neutrali le terre dell'Hannover fallì e non poteva nemmeno attendersi per l'occasione aiuti dall'esterno in quanto la Prussia, ufficialmente neutrale, in realtà negoziò con la Francia. Di fronte a tutto ciò, l'esercito hannoveriano non mosse opposizione all'avanzata dei francesi sulle terre dell'elettorato. Con la firma della Convenzione di Artlenburg, l'esercito venne sciolto e l'equipaggiamento in dotazione venne consegnato ai francesi.
Una parte significativa degli ufficiali e dei soldati si trasferì in Gran Bretagna e costituì la base della King's German Legion che fu poi l'unica forza tedesca costantemente impegnata contro l'esercito napoleonico e che prese parte agli scontri nella penisola iberica, nella Germania settentrionale ed a Copenaghen. Nella battaglia di Waterloo nel 1815 furono questi uomini a difendere l'importante avamposto de La Haye Sainte.

## Organizzazione
L'autorità amministrativa suprema dell'esercito era la Cancelleria di guerra, gestita da un numero variabile di funzionari compreso tra cinque e sette.
L'esercito nel suo insieme era costituito da fanteria, cavalleria e artiglieria. La fanteria costituiva la maggior parte dell'esercito in termini di numero. Tra loro c'era la guardia personale dell'elettore con un corpo di 188 uomini che serviva anche da accompagnamento armato in caso di visita del sovrano britannico nelle terre dell'Hannover. Nel 1729 la cavalleria era composta in tutto da 12 reggimenti, mentre la fanteria da 20 reggimenti. I reggimenti erano distribuiti su tutto il territorio dell'elettorato.